# Пастуро, Мишель
Мише́ль Пастуро́ (фр. Michel Pastoureau; род. 17 июня 1947, Париж) — французский историк-медиевист, геральдист, специалист по сфрагистике и нумизмат.

## Биография
Окончил Национальную школу хартий (1972), защитив диплом по символике животных. С 1983 года руководит кафедрой истории западной символики в Практической школе высших исследований в Париже. Участник общества «Имажье́» (фр. Ymagiers) — французских медиевистов, собирающихся в Школе Лувра.
Мировую известность получили его книги по исторической семантике цвета (синий, красный, чёрный и др.), переведённые на многие языки.
Выступил геральдическим консультантом художественного фильма Жан-Жака Анно «Имя розы» 1986 года, являющегося экранизацией одноимённого романа Умберто Эко.

## Признание
- Член Международной академии геральдики
- Вице-президент Французского общества геральдики
- Член-корреспондент Академии надписей и литературы (2006)[1]
- Лауреат Национальной премии за книгу о Средних веках (2007)
- Премия Медичи за эссеистику (2010)
- Почётный доктор Лозаннского университета

## Труды
- Traité d’héraldique (1979, переизд. 1993, 1997, 2003)
- L’hermine et le sinople, études d’héraldique médiévale (1982)
- L'étoffe du diable, une histoire des rayures et des tissus rayés (1991)
- Dictionnaire des couleurs de notre temps (1992)
- Figures de l’héraldique, coll. «Découvertes Gallimard» (n° 284) (1996)
- Les emblèmes de la France (1998)
- Les animaux célèbres (2001)
- Bleu. Histoire d’une couleur (2002)
- Une histoire symbolique du Moyen Âge occidental (2004)
- Le petit livre des couleurs (2005, в соавторстве)
- La Bible et les saints (2006, в соавторстве)
- Ours. Histoire d’un Roi Déchu (2007)
- Noir: Histoire d’une couleur (2008)
- Le Cochon. Histoire d’un cousin mal aimé, coll. «Découvertes Gallimard» (n° 545) (2009)
- L’Art de l’héraldique au Moyen Âge (2009)
- Les couleurs de nos souvenirs (2010, премия Медичи за эссеистику)
- Bestiaires du Moyen Âge (2011)

- Повседневная жизнь Франции и Англии во времена рыцарей Круглого стола. М.: Молодая гвардия, 2001 ()
- Геральдика, серии «Традиции, Открытие». М.: АСТ; Астрель, 2003
- Дьявольская материя. История полосок и полосатых тканей. / пер. с франц. Ольги Бартошевич-Жагель. М.: Новое литературное обозрение, 2008
- Пастуро, М. Символическая история европейского Средневековья / пер. с франц. Екатерины Решетниковой; Оформление Павла Лосева. — СПб.: Alexandria, 2012. — 448, [16] с. — 3000 экз. — ISBN 978-5-903445-21-9. (в пер.)
- Синий. История цвета (фрагменты книги)
- Появление шахмат в Западной Европе — статья
- Охота на кабана
- Пастуро, Мишель. Синий. История цвета = Bleu. Histoire d'une couleur / пер. с фр. Нины Кулиш. — М.: Новое литературное обозрение, 2015. — 144 с. — ISBN 978-5-4448-0506-0.[2]
- Пастуро, Мишель. Чёрный. История цвета = Noir : Histoire d’une couleur / пер. с фр. Н. Кулиш. — М.: Новое литературное обозрение, 2017. — 168 с. — ISBN 978-5-4448-0610-4.
- Цвета нашей памяти. СПб: Александрия, 2016 ISBN 978-5-903445-35-6 (в.пер.)
- Пастуро, Мишель. Зелёный. История цвета = Vert. Histoire d'une couleur / пер. с франц. Н. Кулиш. — М.: Новое литературное обозрение, 2018. — 168 с. — ISBN 978-5-4448-0728-6.
- Пастуро, Мишель. Красный. История цвета = Rouge. Histoire d'une couleur / пер. с франц. Н. Кулиш. — М.: Новое литературное обозрение, 2019. — 160 с. — ISBN 978-5-4448-0960-0.
- Пастуро, Мишель. Жёлтый. История цвета = Jaune. Histoire d'une couleur / пер. с франц. Н. Кулиш. — М.: Новое литературное обозрение, 2022. — 160 с. — ISBN 978-5-4448-1748-3.
- Пастуро, Мишель. Белый. История цвета = Blanc. Histoire d'une couleur / пер. с франц. Н. Кулиш. — М.: Новое литературное обозрение, 2023. — 220 с. — ISBN 978-5-4448-2163-3.